# Cellius
Cellius era un estudio de videojuegos con sede central en Shibuya, Tokio, Japón, era el resultado de la alianza entre Sony y Namco Bandai para "conseguir y quitar cuota de mercado a Microsoft Corp. y Nintendo Co." desarrollando juegos con Namco. Cellius se anunció el 24 de enero de 2007, y Sony cree que le ayudará a reducir las pérdidas del segundo cuatrimestre del 2006. Ken Kutaragi fue anunciado como su Presidente.

## Específicos
Namco Bandai controla el 51% de la compañía y Sony el resto. La compañía usa el procesador de Sony Cell, el corazón de la PlayStation 3, para la creación de juegos para la PlayStation 3 y teléfonos móviles y ordenadores. Los juegos de Namco Ridge Racer 7 y Mobile Suit Gundam: Target in Sight fueron los dos juegos más vendidos en Japón para la PlayStation 3, y Resistance: Fall of Man, de Sony, fue tercero. Estos juegos generaron el 12% de los ingresos totales de Sony, que está tratando de sacar el máximo partido de estos datos.
Se anunciaron tres juegos cuando Cellius se formó: Brave Arms, Second Season 01 y Chain Lim!t.